# Associazione Sportiva Edera 1950 (hockey su pista)
Questa voce raccoglie le informazioni riguardanti l'Associazione Sportiva Edera nelle competizioni ufficiali della stagione 1950.

## Divise
| 1ª divisa |

## Rosa
| N° | Naz.              | Ruolo | Sportivo       |  |  |  |
| -- | ----------------- | ----- | -------------- |  |  |  |
| ?  | Italia (bandiera) | E     | Giai           |  |  |  |
| ?  | Italia (bandiera) | E     | Mario Maritati |  |  |  |
| ?  | Italia (bandiera) | E     | Giovanni Poser |  |  |  |
| ?  | Italia (bandiera) | E     | Aldo Rautnich  |  |  |  |
| ?  | Italia (bandiera) | P     | Romano Tamaro  |  |  |  |
| ?  | Italia (bandiera) | E     | Lucio Torre    |  |  |  |
| ?  | Italia (bandiera) | E     | Abilio Zennaro |  |  |  |

- Allenatore: ?

## Risultati

### Serie A
- Girone di andata

| Trieste | Edera Trieste | 6 – 4 | Bolzanetese |  |

| Valdagno | Marzotto Valdagno | 4 – 11 | Edera Trieste |  |

| Monza | Monza | 9 – 3 | Edera Trieste |  |

| Trieste | Triestina | 5 – 3 | Edera Trieste |  |

| Trieste | Edera Trieste | 3 – 3 | Novara |  |

| Trieste | DLF Trieste | 1 – 11 | Edera Trieste |  |

| Trieste | Edera Trieste | 7 – 2 | Mirabello |  |

- Girone di ritorno

| Genova | Bolzanetese | 7 – 13 | Edera Trieste |  |

| Trieste | Edera Trieste | 5 – 6 | Marzotto Valdagno |  |

| Trieste | Edera Trieste | 8 – 4 | Monza |  |

| Trieste | Edera Trieste | 3 – 2 | Triestina |  |

| Novara | Novara | 11 – 7 | Edera Trieste |  |

| Trieste | Edera Trieste | 11 – 1 | DLF Trieste |  |

| Monza | Mirabello | 1 – 23 | Edera Trieste |  |

## Statistiche di squadra
| Competizione | Punti | Totale | Totale | Totale | Totale | Totale | Totale |
| Competizione | Punti | G      | V      | N      | S      | GF     | GS     |
| ------------ | ----- | ------ | ------ | ------ | ------ | ------ | ------ |
| Serie A      | 19    | 14     | 9      | 1      | 4      | 114    | 60     |
| Totale       | -     | 14     | 9      | 1      | 4      | 114    | 60     |